# SS Yongala
Le SS Yongala est un paquebot lancé en 1903 qui a coulé au large de Cape Bowling Green (en) le 23 mars 1911. En route de Melbourne vers Cairns, le paquebot a rencontré un cyclone tropical et coulé au sud de Townsville. Les 122 passagers furent tués, le pire désastre maritime en Australie. Ce n'est qu'en 1958 que l'épave fut repérée et est devenue un site apprécié des plongeurs.

## Dernier voyage
Le 23 mars 1911, le SS Yongala quitta le Port de Mackay vers 13 h 40 en direction de Townsville avec, à son bord, 122 personnes (73 membres de l'équipage et 49 passagers), un cheval de course et deux taureaux. Peu de temps après le départ du navire, un cyclone tropical entre Mackay et Townsville fut signalé par télégramme mais le capitaine n'a pu en être averti, faute d'équipement radio nécessaire sur le navire. Entre 18 h et 19 h, le navire fut aperçu pour la dernière fois par le gardien du phare de Dent Island au niveau du passage des Whitsunday, à une vitesse maximale de 17 kn (31,5 km/h environ). Au vu des conditions météorologiques, le retard du paquebot n'a guère suscité d'inquiétude dans l'immédiat ; celui-ci fut déclaré disparu après que les trois autres navires qui s'étaient protégé du cyclone aient fait surface, le 26 mars 1911,,.

## Découverte de l'épave
L'épave est repérée par la Royal Australian Navy en 1947 mais ce n'est qu'en 1958 que celle-ci est identifiée comme étant le vestige du SS Yongala.